# 16 avril 1953
Le jeudi 16 avril 1953 est le 106e jour de l'année 1953.

## Naissances
- Alex Usifo, acteur nigérien
- Dagoberto Lara, joueur cubain de football
- Diogo Dória, acteur et metteur en scène portugais
- Geoffrey Oryema (mort le 22 juin 2018), chanteur ougandais, naturalisé français, de musique traditionnelle ougandaise et de rock
- J. Neil Schulman (mort le 10 août 2019), écrivain américain
- Jay O. Sanders, acteur américain
- Joseph Happart (mort le 21 août 2007), joueur belge de football
- Luc Vinet, physicien et mathématicien canadien
- Mark Warkentien, dirigeant de basketball américain
- Marshall R. Teague, acteur américain
- Mathieu Billen, joueur belge de football
- Nizhalgal Ravi, acteur indien
- Peter Garrett, musicien, chanteur et homme politique australien
- Rachid Yazami, physicien franco-marocain

## Décès
- Heinrich Class (né en 1868), politicien allemand
- Hratchia Adjarian (né le 8 mars 1876), linguiste arménien
- Jean Virey (né le 3 février 1861), historien d'art français, spécialiste de l'art roman

## Événements
- Discours de Dwight Eisenhower intitulé The Chance for Peace[1].
- Prise de l’emblématique de la photo V comme dans Victoire[2] par le photographe Roger St-Jean, mettant en scène Maurice Richard et Elmer Lach.